# Made in Germany (Fernsehserie)
Made in Germany ist eine sechsteilige Dramaserie, die ab dem 4. Oktober 2024 in der ARD-Mediathek verfügbar ist. Die Serie thematisiert das Leben von sechs jungen Berlinerinnen und Berlinern. Sie setzt sich mit den Erfahrungen junger Menschen mit Migrationshintergrund auseinander und thematisiert Alltagsrassismus, Identitätsfindung und das Gefühl der Zugehörigkeit. Durch unterschiedliche erzählerische Ansätze und visuelle Gestaltungen der einzelnen Episoden entsteht ein vielfältiges Bild der postmigrantischen Lebensrealität in Deutschland.

## Handlung
Die Serie besteht aus sechs Episoden mit einer Laufzeit von jeweils 27 bis 42 Minuten. Jede Episode erzählt die individuelle Geschichte einer Hauptfigur und beleuchtet deren persönliche Herausforderungen und Konflikte. Jede der sechs Episoden konzentriert sich auf eine der Hauptfiguren, die alle in zweiter Generation in Deutschland leben:
- Coumba (Vanessa Yeboah) strebt eine Karriere als Model und Influencerin an. Nach einem großen Werbeauftrag sieht sie sich jedoch einem Shitstorm ausgesetzt.
- Ani (Maria Mai Rohmann) zieht unfreiwillig zu ihrem vietnamesischen Vater und muss sich mit familiären Spannungen und kulturellen Unterschieden auseinandersetzen.
- Mo (Mohamed Kanj Khamis) möchte entgegen den Erwartungen seiner Eltern sein BWL-Studium abbrechen und auf eine Filmschule wechseln.
- Jamila (Paula Julie Pitsch) macht unangenehme Dating-Erfahrungen und hinterfragt die Motive ihrer Partner.
- Nikki (Daniil Kremkin) wird durch eine Sommerliebe mit seiner jüdischen Familiengeschichte konfrontiert und setzt sich mit seiner Identität auseinander.
- Zehra (Beritan Balci) kämpft mit der Ablehnung ihrer lesbischen Beziehung durch ihre Familie und verarbeitet gleichzeitig den bevorstehenden Tod ihres Vaters.

## Produktion
Die Serie wurde von Studio Zentral und Hyperbole im Auftrag der ARD Degeto produziert. Zur Gewährleistung von Authentizität wurden sowohl erfahrene Schauspielerinnen und Schauspieler als auch Laiendarsteller besetzt. Drei der sechs Hauptdarsteller gaben in Made in Germany ihr Schauspieldebüt, nachdem sie über Community-Castings ausgewählt wurden.

## Episodenliste
| Nr. (ges.) | Nr. (St.) | Originaltitel | Erstveröffentlichung Deutschland |
| ---------- | --------- | ------------- | -------------------------------- |
| 1          | 1         | Ani           | 4. Okt. 2024                     |
| 2          | 2         | Jamila        | 4. Okt. 2024                     |
| 3          | 3         | Coumba        | 4. Okt. 2024                     |
| 4          | 4         | Zehra         | 4. Okt. 2024                     |
| 5          | 5         | Mo            | 4. Okt. 2024                     |
| 6          | 6         | Nikki         | 4. Okt. 2024                     |

## Rezeption
Die Serie wurde für ihre einfühlsame und authentische Darstellung gelobt. Kritiker hoben hervor, dass Made in Germany Lebensrealitäten zeigt, die im deutschen Fernsehen selten zu sehen sind. Einige Kritiker bemängelten jedoch, dass aufgrund der kurzen Episodenzeit manche Handlungsstränge zu abrupt wirken und Nebenfiguren nicht ausreichend Tiefgang erhalten.